# Adalbert II. (Worms)

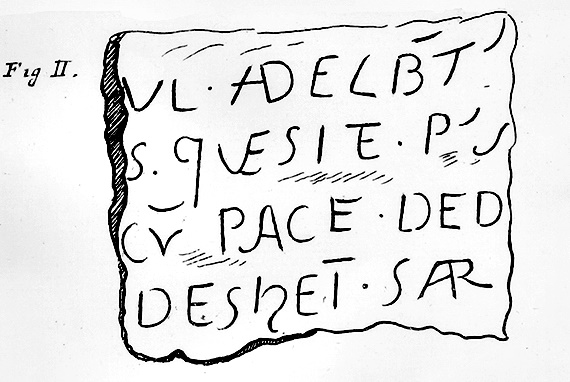
Zeichnung eines durch Johann Friedrich Schannat († 1739) überlieferten Grabplattenfragments Adalbert II., in der Cyriakuskirche Worms-Neuhausen. Rest der ursprünglichen Grabinschrift: [PRAES]VL · ADELB(ER)T(VS) [CHRISTI MEMOR ET BENE CERTVS] /[MESSI]S · QVESITE · P(OST) [HVIVS SEMINA VITAE] /[PRAEDIA] CV(M) PACE · DED[IT ISTA TIBI CYRIACE] /[BOL]DESHEIM · SAR[LESHEIM] /WARMANDESHEIM (Bischof Adelbert, Christi eingedenk und der Ernte gewiß nach der Aussaat in seinem außerordentlichen Leben, gab dir, Cyriakus, mit Frieden diese Güter, Boldesheim, Sarlesheim, Warmundesheim.)

Adalbert II. von Worms (* um 1035; † 6. Juli 1107) war von 1070 bis 1107 Bischof von Worms.

## Herkunft und Familie
Nach dem Tod Bischof Adalbert I. trat Adalbert II., 1070 die Nachfolge an. Früher verortete man seine Herkunft in Sachsen, die neuere Forschung sieht ihn als Angehörigen des rheinischen Geschlechtes der Grafen von Idstein-Eppstein. Graf Udalrich von Idstein, mutmaßlicher Gründer der Burg Idstein, war demnach sein Bruder. Die Mainzer Erzbischöfe Siegfried I. und Adalbert I. von Saarbrücken zählten zu ihren Verwandten. 

## Leben und Wirken
Zunächst bei König Heinrich IV. noch gut angesehen und 1071 an seinem Hof nachgewiesen, verschlechterte sich das Verhältnis zu dem Herrscher zusehends. Adalbert II. gehörte schon bald dem Lager der Fürstenopposition gegen Heinrich an. Als dieser Ende 1073 Worms besuchen wollte, verwehrte ihm Bischof Adalbert den Zutritt. Die vom König mit Versprechungen auf seine Seite gebrachten Bürger vertrieben den Oberhirten und empfingen Heinrich IV. mit größten Ehren. Jener nahm die Stadt und das verwaiste Bistum unter eigene Verwaltung, bis er, inzwischen exkommuniziert, im Oktober 1076, auf dem Fürstentag zu Trebur, wieder zur Rückerstattung an Bischof Adalbert gezwungen wurde. Er konnte sich dort aber nur ein halbes Jahr halten und wurde erneut vertrieben. 1078, in der Schlacht bei Mellrichstadt, kämpfte Adalbert II. auf Seiten des Gegenkönigs Rudolf von Schwaben und geriet in Gefangenschaft, aus der er erst nach drei Jahren entfliehen konnte.
Er kehrte 1105 wieder in seine Bischofsstadt zurück, nachdem Heinrich IV. entmachtet war und sein Sohn Heinrich V. die Nachfolge antrat. Bei Heinrichs Thronverzicht, am 31. Dezember 1105 zu Ingelheim, war Bischof Adalbert II. persönlich anwesend. Die ihm noch verbleibenden zwei Regierungsjahre nutzte er um sein Bistum, die Stadt und das Hochstift wieder zu konsolidieren. Dort hatten derweil insgesamt drei von Heinrich IV. eingesetzte Gegenbischöfe zeitweise regiert, nämlich Thietmar (1085), Ebbo (1090–1099) und Konrad (1099–1101). 
Bischof Adalbert II. gilt als entschiedener Anhänger Papst Gregor VII. In Wetzers und Weltes Kirchenlexikon schreibt Joseph Hirschel über ihn: „Adalbert erscheint in dieser bedrängten Zeit als eine Säule und Zierde der Kirche Teutschlands.“
Trotz seiner überwiegenden Vertreibung war der Oberhirte nicht untätig in den geistlichen Funktionen. So ist  festgehalten, dass er 1100, zusammen mit Bischof Gebhard III. von Konstanz, die Krypta der Martinskirche zu Sindelfingen weihte.
Ein besonderes Relikt des Wirkens von Bischof Adalbert II. ist der Weihestein der Kapelle von Burg Wirtemberg bei Stuttgart, Stammsitz des Geschlechtes der Württemberger. Er ist eine steinerne Urkunde, die besagt, dass der Wormser Oberhirte am 7. Februar 1083 die dortige Burgkapelle dem Hl. Nikolaus von Myra geweiht hat. Burg Wirtemberg ist längst abgegangen und an ihrer Stelle steht jetzt die russisch orthodoxe Grabkapelle auf dem Württemberg. In dieser Grabkirche wird heute der Weihestein von Adalbert II. als kostbares historisches Artefakt und frühestes urkundliches Zeugnis für das Haus Württemberg aufbewahrt.
Regionalkulturell bedeutend ist die Errichtung der Wormser Fischerzunft, 1106, durch Adalbert II. Sie ist damit die vermutlich älteste urkundlich erwähnte Fischerzunft in Deutschland und historischer Bezugspunkt für das alljährlich stattfindende Wormser Backfischfest.
Der Bischof wurde im Cyriakusstift Worms-Neuhausen beigesetzt, das er zu Lebzeiten mit Gütern beschenkt hatte. Das Bistum Worms blieb nach Adalberts Tod im Jahre 1107 für sieben Jahre vakant. Nachfolger wurde Burchard II., 1115.